# Werthenstein
Werthenstein ist eine politische Gemeinde im Wahlkreis Entlebuch des Kantons Luzern in der Schweiz.

## Geographie
Die Gemeindegrenze verläuft grösstenteils entlang von Gewässern. Im Westen, Norden und Osten ist dies die Kleine Emme, im Osten der Rümlig. Die Südgrenze der Gemeinde verläuft zuerst dem Unterlauf des Sagilibachs entlang in östlicher Richtung, dreht dann für eine kurze Strecke nach Norden, um anschliessend bis zum Gehöft Herbrächt südostwärts zu verlaufen. Nach kurzer Ostrichtung geht sie weiter bis zum Rohrmösli, dessen Entwässerungsbach in den Rümlig mündet.
Die Uferpartien der zahlreichen Bäche sind stark bewaldet. Im Südwesten der Gemeinde liegt der Schwanderholzwald, gleich östlich davon der Staldigwald. Zwischen dem Fischebach und dem Rümlig befindet sich der Längeggerwald. Südwestlich von Werthenstein-Oberdorf liegt das bewaldete Sulzigtobel, durch das der Sulzigbach fliesst. Dieser mündet westlich des Dorfs von rechts in die Kleine Emme.
Zwischen dem Fischebach, der von links in den Rümlig einmündet, und dem Ortsteil Schachen liegen der Langnauerwald und der Rotefluewald.
Im Gegensatz dazu ist die Gegend im Viereck Rossei-Oberstaldig – Werthenstein-Oberdorf – Wolhusen Markt mit Ausnahme des bereits erwähnten Sulzigtobels vollständig gerodet. Ebenso das Gebiet westlich des Rümlig.
Trotz seines Namens gehört das nördlich der Kleinen Emme gelegene Werthenstein-Unterdorf zur Gemeinde Ruswil.
Zur Gemeinde gehören das südlich der Kleinen Emme liegende Werthenstein-Oberdorf rund um das ehemalige Kloster sowie die Ortsteile Schachen (531 m ü. M.; 3,6 km südöstlich des Dorfs) und Wolhusen-Markt (571 m ü. M.; 2,5 km westlich). Schachen besteht aus den fünf zusammen gewachsenen Weilern Schachen, Schachenweid und Unter-, Mittel- und Ober-Langnau auf dem Gemeindegebiet von Werthenstein und Zihl (Gemeinde Malters). Wolhusen-Markt liegt südlich einer Schleife der Kleinen Emme und bildet zusammen mit Wolhusen-Wiggern den Ort Wolhusen.
Nebst zahlreichen Einzelgehöften und Häusergruppen gehören verschiedene Weiler zu Werthenstein:
Fischenbach (662 m ü. M.) liegt zwischen dem gleichnamigen Bach und dem Rümlig; Schrenzweid (634 m ü. M.) südlich von Schachen; Chlistei (759 m ü. M.) südlich von Werthenstein-Oberdorf und Schwandenhof (629 m ü. M.) südöstlich von Wolhusen-Dorf (Wolhusen-Wiggern).
Die höchsten Punkte der Gemeinde sind das Gehöft Herbrächt (953 m ü. M.; 2,4 km südlich des Dorfs) und Staldighöhe (951 m ü. M.; 2 km südlich des Dorfs). Der tiefste Punkt ist die Schachenweid, südlich der Kleinen Emme (517 m ü. M.; 3,5 km südöstlich).
Vom Gemeindegebiet von 15,69 km² werden drei Fünftel (58,4 %) landwirtschaftlich genutzt. Fast ein Drittel (31,1 %) ist bewaldet, und 8,4 % sind Siedlungsfläche (Stand 2015/16).
Werthenstein grenzt an Entlebuch, Malters, Ruswil, Schwarzenberg und Wolhusen.

## Bevölkerung
Im Jahr 1798 dürfte die Bevölkerung etwa 1100 Personen umfasst haben (Schachen 493, Werthenstein 449, Wolhusen-Markt ca. 150–200 Einwohner). Da Wolhusen-Markt erst 1850 und Schachen erst 1888 in Werthenstein eingegliedert wurden, ist die genaue Bevölkerungszahl nicht zu ermitteln. Dennoch wuchs die Zahl der Bewohner bis 1850 stark an. Zwischen 1870 und 1900 sank sie durch Abwanderung in die Industriegebiete markant (− 16,5 %). Anschliessend wuchs sie 100 Jahre lang in mässigem Tempo an (1900–1970: + 37,0 %). In den 1970er-Jahren erfolgte eine zweite Abwanderungswelle (1970–1980: − 8,5 %). Bis 2010 stagnierte die Bevölkerungszahl bei rund 1900 Einwohnern, seither wächst die Einwohnerzahl wieder (2010–2019: + 12,6 %).
Alle genannten Zahlen schliessen die drei ursprünglichen Gemeinden mit ein.
Quelle: Bundesamt für Statistik; 1850 bis 2000 Volkszählungsergebnisse, 2010 ESPOP, seit 2011 STATPOP

### Sprachen
Die Bevölkerung benutzt als Umgangssprache eine hochalemannische Mundart. Bei der letzten Volkszählung im Jahr 2000 gaben 96,41 % Deutsch, 0,69 % Italienisch und 0,63 % Albanisch als Hauptsprache an.

### Religionen – Konfessionen
In früheren Zeiten war die gesamte Einwohnerschaft Mitglied der römisch-katholischen Kirche. 2000 präsentierte sich die religiöse Zusammensetzung wie folgt: Es gab 84,04 % römisch-katholische, 6,71 % evangelisch-reformierte und 1,22 % orthodoxe Christen. Daneben fand man 3,12 % Konfessionslose und 1,43 % Muslime. Sowohl die Orthodoxen wie die Muslime stammen fast ausschliesslich aus dem früheren Jugoslawien (Albaner, Serben, Montenegriner und Bosniaken).

### Herkunft – Nationalität
Ende 2022 zählte die Gemeinde 2168 Einwohner. Davon waren 1856 Schweizer Staatsangehörige und 312 (= 14,4 %) Menschen anderer Staatsangehörigkeit. Die grössten Zuwanderergruppen kommen aus Italien (54 Menschen), Deutschland (38), Eritrea und Portugal (je 36) und dem Kosovo (29). 79 Personen stammen aus dem übrigen Europa, 40 aus weiteren aussereuropäischen Ländern.

## Geschichte

Luftbild (1950)

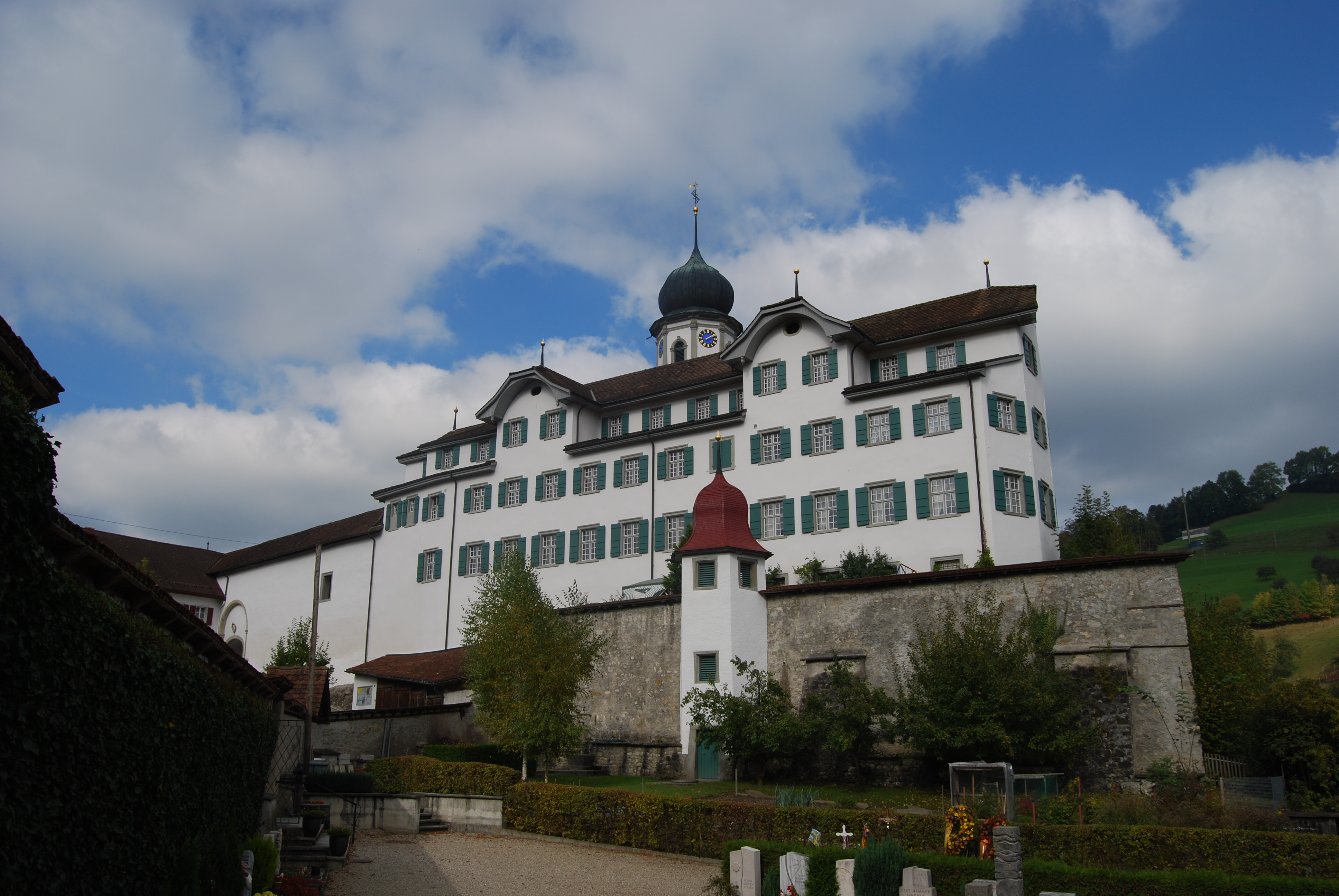
Ehemaliges Kloster mit Wallfahrtskirche

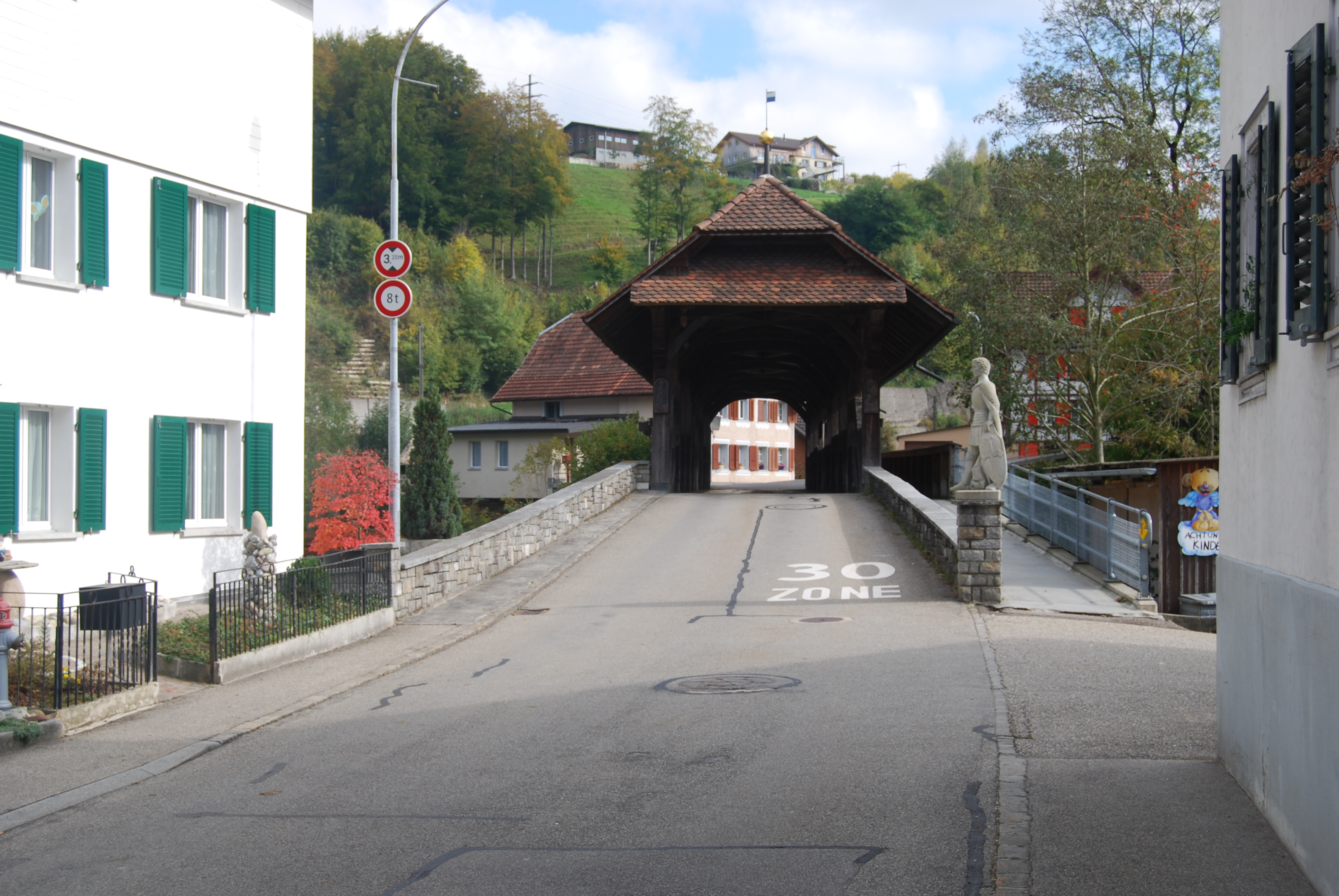
Holzbrücke über die Kleine Emme

Die heutige Gemeinde Werthenstein ist aus dem Zusammenschluss der früher selbständigen Gemeinden Werthenstein, Wolhusen-Markt und Schachen entstanden. Ältester Ortsteil ist Wolhusen-Markt. Bereits im 11. Jahrhundert errichteten die Freiherren von Wolhusen in diesem Ortsteil eine kleine Burg und bauten eine Brücke über die Kleine Emme. Das Gebiet teilte vorerst das Geschick von Wolhusen-Wiggern (heute Wolhusen). Nach dem Aussterben der Freiherren erbte die Seitenlinie von Rothenburg den Ort. Sie veräusserten ihn an die Habsburger. Der Lehnsherr Peter von Thorberg, ein Parteigänger der Habsburger, versucht Wolhusen-Markt zu einem Städtchen mit Burg auszubauen. Doch die Eidgenossen brennen Ort und Burg ab – und er gerät unter die Herrschaft der Stadt Luzern. Von 1798 bis 1803 gehörte die Gemeinde zum Distrikt Ruswil – danach bis zu seiner Eingliederung in Werthenstein zum Amt Sursee. Durch Beschluss des Kantons Luzern vom 8. März 1853 wurde der Ort der Gemeinde Werthenstein zugeteilt. Die Eingliederung erfolgte 1855.
1303 wird der Ortsteil Werthenstein als Werdenstein im habsburgisch-österreichischen Urbarbuch erstmals erwähnt. Doch bestand schon früher eine kleine Burg Werthenstein, welche von den Freiherren von Wolhusen erbaut wurde. Später erstanden die Habsburger auch dieses Gebiet, welches dann von den Vögten von Rothenburg verwaltet wurde. Nach 1386 geriet der Ort unter die Herrschaft der Stadt Luzern. Die Gemeinde gehörte bis 1798 zur Landvogtei Rothenburg. Wegen der geografischen Lage gab es etliche Streitereien um die Zugehörigkeit. Von 1798 bis 1803 gehörte sie zum Distrikt Ruswil. Von da an bis 1831 gehörte sie zum Amt Entlebuch. Anschliessend gehörte die Gemeinde bis 1889 zum Amt Sursee. Seit dem 1. Januar 1889 gehört die Gemeinde wieder zum Amt Entlebuch.
Der dritte Ortsteil Schachen war im Mittelalter nur schwach besiedelt. Einzelne Bauernhäuser waren die einzigen Siedlungsspuren. Das Gebiet gehörte zum Entlebuch. 1798 allerdings wurde es dem Distrikt Ruswil zugeschlagen. Aus historischen Gründen protestierten die Bewohner, so dass der Ort bereits am 27. März 1799 dem Distrikt Schüpfheim zugeteilt wurde. Seit 1803 war er Teil des damals neu geschaffenen Amts Entlebuch. Die Gemeinde wurde per 1. Januar 1889 nach Werthenstein eingegliedert.

## Politik

### Gemeinderat
Der Gemeinderat Werthenstein besteht aus fünf Mitgliedern und ist wie folgt aufgestellt (Stand April 2024):
- Beat Bucheli (Die Mitte): Gemeindepräsident; Präsidiales, Personelles, Raumplanung und Bauwesen
- Fredy Röösli (Die Mitte): Gemeindeammann; Finanzen, Liegenschaftsverwaltung, Verkehr und Wasserversorgung
- Sascha Eigenmann (SVP): Sozialvorsteher; Soziales und Bildung
- Willy Pörtig (FDP): Ver- und Entsorgung sowie Freizeit, Kultur und Sport
- Christa Müller (Die Mitte): Land- und Forstwirtschaft sowie Jagd und Fischerei

### Kantonsratswahlen
Bei den Kantonsratswahlen 2023 des Kantons Luzern betrugen die Wähleranteile in Werthenstein: SVP (einschliesslich Junge SVP) 46,61 %, Mitte (einschliesslich Junge Mitte) 34,16 %, FDP 8,34 %, SP 7,34 % und Grüne 3,56 %.

### Nationalratswahlen
Bei den Schweizer Parlamentswahlen 2023 betrugen die Wähleranteile in Werthenstein: SVP 45,1 %, Mitte 31,9 %, FDP 11,2 %, SP 5,6 %, GPS 2,5 %, glp 1,9 %, übrige 1,7 %.

## Verkehr

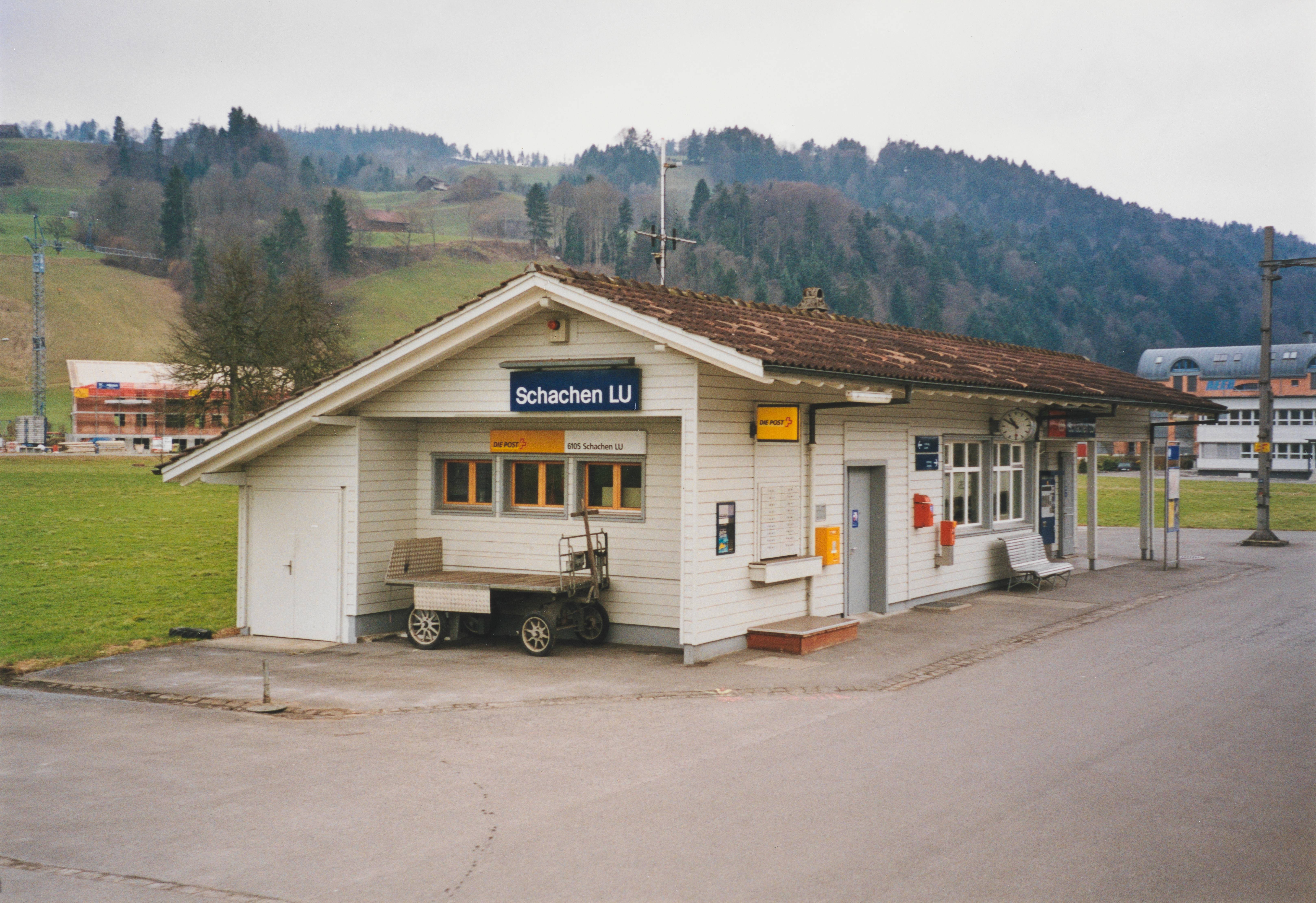
Stationsgebäude Schachen LU (2003)

Die Gemeinde liegt an der Bahnlinie Luzern–Bern mit den Haltestellen Schachen (auf Gemeindegebiet), Werthenstein (Werthenstein-Unterdorf, Gemeinde Ruswil) und Wolhusen (Wolhusen-Wiggern, Gemeinde Wolhusen) für die jeweiligen Ortsteile. Die Gemeinde liegt an der Strasse von Luzern nach Wolhusen. Der nächste Autobahnanschluss an der A2 ist Emmen in 18 km Entfernung.

## Sehenswürdigkeiten
Werthenstein verfügt über eine wunderschöne und gut aus der Ferne sichtbare Klosteranlage und eine Wallfahrtskirche, welche besonders von St. Jakobspilgern besucht wird. Auf dem Weg zu der Kirche liegt in einer Felsnische eine 1638 erwähnte Wasserheilsquelle, die „Gnadenbrünneli“ genannt wird.

## Persönlichkeiten
- Jakob Schmidlin (1699–1747), von der Luzerner Obrigkeit als aufrührerischer «Pietist» zum Tode verurteilt und hingerichtet.
- Jean Renggli (1846–1898),  Maler
- August Gürber (1864–1937), Mediziner, Hochschullehrer für Physiologe, Leiter des Pharmakologischen Instituts Marburg